# Marmara SpikeLigue de 2023–24
O Campeonato Francês de Voleibol Masculino de 2023–24, oficialmente Marmara SpikeLigue de 2023–24 por questões de patrocínio, foi a 84.ª edição da principal divisão do voleibol francês, competição esta organizada pela Ligue Nationale de Volley (LNV) sob a égide da Federação Francesa de Voleibol (em francês:  Fédération Française de Volley-Ball, FFVB). O torneio teve início no dia 20 de outubro de 2023, e estendeu-se até o dia 28 de abril de 2024.
Disputando a primeira final da primeira divisão do Campeonato Francês de sua história, Saint-Nazaire VBA conquistou seu primeiro título ao derrotar o atual campeão Tours Volley-Ball no golden set por 15 a 12.

## Equipes participantes
A seguir a lista das equipes que se qualificaram para competir a Marmara SpikeLigue de 2023–24.
| Equipe                              | Cidade              | Temporada 2022–23  |
| ----------------------------------- | ------------------- | ------------------ |
| Tours Volley-Ball (TVB)             | Tours               | Campeão            |
| Chaumont Volley-Ball 52 (CVB52)     | Chaumont            | Vice-campeão       |
| Poitiers Volley (SPVB)              | Poitiers            | 10.º colocado      |
| Arago de Sète (AS)                  | Sète                | 7.º colocado       |
| Paris Volley (PV)                   | Paris               | 9.º colocado       |
| Nantes Rezé MV (NRMV)               | Nantes–Rezé         | 3.º colocado       |
| Montpellier HSC (MHSCV)             | Montpellier         | 8.º colocado       |
| Tourcoing LM (TLM)                  | Tourcoing           | 4.º colocado       |
| Spacer's Toulouse Volley (TLS)      | Toulouse            | 11.º colocado      |
| Narbonne Volley (NaVB)              | Narbona             | 6.º colocado       |
| Nice Volley-Ball (NVB)              | Nice                | 13.º colocado      |
| Plessis Robinson Volley Ball (PRVB) | Le Plessis-Robinson | 12.º colocado      |
| Saint-Nazaire VBA (SNVBA)           | Saint-Nazaire       | 5.º colocado       |
| AS Illac Volley (ASI)               | Saint-Jean-d'Illac  | Campeão da Ligue B |

## Critérios de classificação no grupo
1. Pontos
2. Número de vitórias;
3. Razão de sets;
4. Razão de pontos;

- Placar de 3–0 ou 3–1: 3 pontos para o vencedor, nenhum para o perdedor;
- Placar de 3–2: 2 pontos para o vencedor, 1 para o perdedor.

## Fase classificatória

### Classificação
|  | Classificado para as quartas de final |
|  | Rebaixado para a Ligue B de 2024–25   |

|     |                              |     | Jogos | Jogos | Jogos | Resultados | Resultados | Resultados | Resultados | Resultados | Resultados | Sets | Sets | Sets  | Pontos | Pontos | Pontos |
| Pos | Equipe                       | Pts | T     | V     | D     | 3–0        | 3–1        | 3–2        | 2–3        | 1–3        | 0–3        | V    | P    | R     | V      | P      | R      |
| --- | ---------------------------- | --- | ----- | ----- | ----- | ---------- | ---------- | ---------- | ---------- | ---------- | ---------- | ---- | ---- | ----- | ------ | ------ | ------ |
| 1   | Chaumont Volley-Ball 52      | 60  | 26    | 20    | 6     | 12         | 4          | 4          | 4          | 1          | 1          | 69   | 30   | 2.300 | 2299   | 2077   | 1.107  |
| 2   | Nantes Rezé MV               | 55  | 26    | 20    | 6     | 6          | 7          | 7          | 2          | 2          | 2          | 66   | 39   | 1.692 | 2436   | 2253   | 1.081  |
| 3   | Tourcoing LM                 | 51  | 26    | 18    | 8     | 8          | 5          | 5          | 2          | 3          | 3          | 61   | 39   | 1.564 | 2305   | 2194   | 1.051  |
| 4   | Tours Volley-Ball            | 51  | 26    | 17    | 9     | 10         | 4          | 3          | 3          | 3          | 3          | 60   | 37   | 1.622 | 2256   | 2117   | 1.066  |
| 5   | Montpellier HSC              | 49  | 26    | 17    | 9     | 8          | 6          | 3          | 1          | 5          | 3          | 58   | 39   | 1.487 | 2253   | 2161   | 1.043  |
| 6   | Spacer's Toulouse Volley     | 48  | 26    | 16    | 10    | 5          | 8          | 3          | 3          | 4          | 3          | 58   | 44   | 1.318 | 2389   | 2306   | 1.036  |
| 7   | Saint-Nazaire VBA            | 46  | 26    | 12    | 14    | 6          | 6          | 0          | 10         | 0          | 4          | 56   | 48   | 1.167 | 2277   | 2195   | 1.037  |
| 8   | Paris Volley                 | 42  | 26    | 15    | 11    | 7          | 3          | 5          | 2          | 4          | 5          | 53   | 46   | 1.152 | 2208   | 2143   | 1.030  |
| 9   | Plessis Robinson Volley Ball | 33  | 26    | 11    | 15    | 3          | 5          | 3          | 3          | 5          | 7          | 44   | 56   | 0.786 | 2232   | 2255   | 0.990  |
| 10  | Arago de Sète                | 32  | 26    | 10    | 16    | 4          | 4          | 2          | 4          | 6          | 6          | 44   | 56   | 0.786 | 2227   | 2304   | 0.967  |
| 11  | Alterna Stade Poitevin       | 30  | 26    | 11    | 15    | 3          | 4          | 4          | 1          | 6          | 8          | 41   | 57   | 0.719 | 2173   | 2264   | 0.960  |
| 12  | Nice Volley-Ball             | 22  | 26    | 7     | 19    | 2          | 2          | 3          | 4          | 6          | 9          | 35   | 65   | 0.538 | 2111   | 2321   | 0.910  |
| 13  | Narbonne Volley              | 16  | 26    | 4     | 22    | 2          | 2          | 0          | 4          | 7          | 11         | 27   | 68   | 0.397 | 1975   | 2275   | 0.868  |
| 14  | AS Illac Volley              | 11  | 26    | 4     | 22    | 1          | 0          | 3          | 2          | 8          | 12         | 24   | 72   | 0.333 | 2018   | 2294   | 0.880  |

### Resultados
| Mandante \ Visitante         | CVB52 | MHSCV | NRMV | NaVB | NVB | PV  | PRVB | SPVB | ASI | SNVBA | AS  | TLS | TLM | TVB |
| ---------------------------- | ----- | ----- | ---- | ---- | --- | --- | ---- | ---- | --- | ----- | --- | --- | --- | --- |
| Chaumont Volley-Ball 52      | —     | 3–0   | 2–3  | 3–0  | 3–0 | 3–0 | 2–3  | 3–0  | 3–0 | 3–0   | 3–1 | 3–2 | 2–3 | 2–3 |
| Montpellier HSC              | 1–3   | —     | 3–2  | 3–0  | 3–0 | 2–3 | 3–1  | 3–1  | 3–1 | 1–3   | 3–0 | 3–0 | 3–1 | 3–0 |
| Nantes Rezé MV               | 0–3   | 3–0   | —    | 3–1  | 3–0 | 3–0 | 3–0  | 3–2  | 3–0 | 3–2   | 3–1 | 3–1 | 1–3 | 3–2 |
| Narbonne Volley              | 2–3   | 1–3   | 3–1  | —    | 3–1 | 0–3 | 1–3  | 3–0  | 2–3 | 1–3   | 1–3 | 2–3 | 0–3 | 0–3 |
| Nice Volley-Ball             | 2–3   | 0–3   | 1–3  | 3–0  | —   | 2–3 | 1–3  | 0–3  | 3–0 | 0–3   | 3–2 | 3–2 | 0–3 | 2–3 |
| Paris Volley                 | 2–3   | 3–0   | 1–3  | 3–0  | 3–0 | —   | 3–2  | 1–3  | 0–3 | 3–0   | 3–0 | 1–3 | 0–3 | 3–1 |
| Plessis Robinson Volley Ball | 0–3   | 3–1   | 2–3  | 3–1  | 1–3 | 1–3 | —    | 0–3  | 3–0 | 3–0   | 2–3 | 1–3 | 3–0 | 0–3 |
| Alterna Stade Poitevin       | 1–3   | 0–3   | 1–3  | 3–1  | 3–2 | 3–2 | 3–1  | —    | 3–0 | 3–2   | 0–3 | 0–3 | 0–3 | 1–3 |
| AS Illac Volley              | 1–3   | 0–3   | 0–3  | 3–2  | 2–3 | 0–3 | 1–3  | 1–3  | —   | 3–2   | 0–3 | 1–3 | 1–3 | 1–3 |
| Saint-Nazaire VBA            | 3–1   | 2–3   | 2–3  | 3–0  | 3–1 | 3–1 | 2–3  | 3–0  | 3–0 | —     | 3–1 | 3–0 | 2–3 | 3–0 |
| Arago de Sète                | 0–3   | 3–1   | 2–3  | 0–3  | 3–0 | 2–3 | 2–3  | 3–1  | 3–0 | 3–2   | —   | 1–3 | 1–3 | 3–1 |
| Spacer's Toulouse Volley     | 3–0   | 1–3   | 1–3  | 3–0  | 3–1 | 1–3 | 3–0  | 2–3  | 3–0 | 3–2   | 3–1 | —   | 3–1 | 3–1 |
| Tourcoing LM                 | 0–3   | 3–1   | 3–2  | 3–0  | 1–3 | 2–3 | 3–0  | 3–0  | 3–1 | 3–2   | 3–0 | 2–3 | —   | 3–2 |
| Tours Volley-Ball            | 0–3   | 2–3   | 3–0  | 3–0  | 3–1 | 3–0 | 3–0  | 3–1  | 3–2 | 3–0   | 3–0 | 3–0 | 3–0 | —   |

## Playoffs
|  | Quartas de final          | Quartas de final  | Quartas de final  | Quartas de final  | Quartas de final        | Quartas de final        |                         |                   | Semifinais | Semifinais     | Semifinais | Semifinais | Semifinais | Semifinais |  |  | Final | Final | Final | Final | Final | Final |
|  |                           |                   |                   |                   |                         |                         |                         |                   |            |                |            |            |            |            |  |  |       |       |       |       |       |       |
|  | 26 de março – 6 de abril  |                   |                   |                   |                         |                         |                         |                   |            |                |            |            |            |            |  |  |       |       |       |       |       |       |
|  |                           |                   |                   |                   |                         |                         |                         |                   |            |                |            |            |            |            |  |  |       |       |       |       |       |       |
|  | Chaumont Volley-Ball 52   | 3                 | 3                 | 3                 |                         |                         |                         |                   |            |                |            |            |            |            |  |  |       |       |       |       |       |       |
|  | Chaumont Volley-Ball 52   | 3                 | 3                 | 3                 | 14–17 de abril          |                         |                         |                   |            |                |            |            |            |            |  |  |       |       |       |       |       |       |
|  | Paris Volley              | 1                 | 1                 | 0                 |                         |                         |                         |                   |            |                |            |            |            |            |  |  |       |       |       |       |       |       |
|  | Paris Volley              | 1                 | 1                 | 0                 | Chaumont Volley-Ball 52 | Chaumont Volley-Ball 52 | Chaumont Volley-Ball 52 | 2                 | 1          |                |            |            |            |            |  |  |       |       |       |       |       |       |
|  | 26 de março – 6 de abril  |                   |                   |                   | Chaumont Volley-Ball 52 | Chaumont Volley-Ball 52 | Chaumont Volley-Ball 52 | 2                 | 1          |                |            |            |            |            |  |  |       |       |       |       |       |       |
|  |                           | Tours Volley-Ball | Tours Volley-Ball | Tours Volley-Ball | 3                       | 3                       |                         |                   |            |                |            |            |            |            |  |  |       |       |       |       |       |       |
|  | Tours Volley-Ball         | Tours Volley-Ball | Tours Volley-Ball | Tours Volley-Ball | 3                       | 3                       | 3                       | 3                 | 3          |                |            |            |            |            |  |  |       |       |       |       |       |       |
|  | Tours Volley-Ball         |                   |                   |                   |                         |                         | 3                       | 3                 | 3          | 24–28 de abril |            |            |            |            |  |  |       |       |       |       |       |       |
|  | Montpellier HSC           | 2                 | 1                 | 2                 |                         |                         |                         |                   |            |                |            |            |            |            |  |  |       |       |       |       |       |       |
|  | Montpellier HSC           | 2                 | 1                 | 2                 | Tours Volley-Ball       | Tours Volley-Ball       | Tours Volley-Ball       | Tours Volley-Ball | 1          | 3              |            |            |            |            |  |  |       |       |       |       |       |       |
|  | 26 de março – 6 de abril  |                   |                   |                   | Tours Volley-Ball       | Tours Volley-Ball       | Tours Volley-Ball       | Tours Volley-Ball | 1          | 3              |            |            |            |            |  |  |       |       |       |       |       |       |
|  |                           | Saint-Nazaire VBA | Saint-Nazaire VBA | Saint-Nazaire VBA | Saint-Nazaire VBA       | 3                       | 2                       |                   |            |                |            |            |            |            |  |  |       |       |       |       |       |       |
|  | Nantes Rezé MV            | Saint-Nazaire VBA | Saint-Nazaire VBA | Saint-Nazaire VBA | Saint-Nazaire VBA       | 3                       | 2                       | 1                 | 0          | 2              |            |            |            |            |  |  |       |       |       |       |       |       |
|  | Nantes Rezé MV            | 14–17 de abril    |                   |                   |                         |                         |                         | 1                 | 0          | 2              |            |            |            |            |  |  |       |       |       |       |       |       |
|  | Saint-Nazaire VBA         | 3                 | 3                 | 3                 |                         |                         |                         |                   |            |                |            |            |            |            |  |  |       |       |       |       |       |       |
|  | Saint-Nazaire VBA         | 3                 | 3                 | 3                 | Saint-Nazaire VBA       | Saint-Nazaire VBA       | Saint-Nazaire VBA       | 3                 | 1          | 3              |            |            |            |            |  |  |       |       |       |       |       |       |
|  | 26 de março – 11 de abril |                   |                   |                   | Saint-Nazaire VBA       | Saint-Nazaire VBA       | Saint-Nazaire VBA       | 3                 | 1          | 3              |            |            |            |            |  |  |       |       |       |       |       |       |
|  |                           | Tourcoing LM      | Tourcoing LM      | Tourcoing LM      | 1                       | 3                       | 1                       |                   |            |                |            |            |            |            |  |  |       |       |       |       |       |       |
|  | Tourcoing LM              | Tourcoing LM      | Tourcoing LM      | Tourcoing LM      | 1                       | 3                       | 1                       | 3                 | 3          | 0              | 2          | 3          |            |            |  |  |       |       |       |       |       |       |
|  | Tourcoing LM              |                   |                   |                   |                         |                         |                         | 3                 | 3          | 0              | 2          | 3          |            |            |  |  |       |       |       |       |       |       |
|  | Spacer's Toulouse Volley  | 1                 | 1                 | 3                 | 3                       | 1                       |                         |                   |            |                |            |            |            |            |  |  |       |       |       |       |       |       |
|  | Spacer's Toulouse Volley  | 1                 | 1                 | 3                 | 3                       | 1                       |                         |                   |            |                |            |            |            |            |  |  |       |       |       |       |       |       |

- Todas as partidas seguem o horário local.

### Quartas de final
| Data    | Hora    |                         | Placar  |                         | Set 1   | Set 2   | Set 3   | Set 4   | Set 5   | Total   | Relatório |
| 1º x 8º | 1º x 8º | 1º x 8º                 | 1º x 8º | 1º x 8º                 | 1º x 8º | 1º x 8º | 1º x 8º | 1º x 8º | 1º x 8º | 1º x 8º | 1º x 8º   |
| ------- | ------- | ----------------------- | ------- | ----------------------- | ------- | ------- | ------- | ------- | ------- | ------- | --------- |
| 26 mar  | 20:00   | Chaumont Volley-Ball 52 | 3–1     | Paris Volley            | 29–27   | 21–25   | 25–20   | 25–20   |         | 100–92  | Relatório |
| 3 abr   | 20:00   | Chaumont Volley-Ball 52 | 3–1     | Paris Volley            | 25–21   | 25–20   | 18–25   | 29–27   |         | 97–93   | Relatório |
| 6 abr   | 18:00   | Paris Volley            | 0–3     | Chaumont Volley-Ball 52 | 20–25   | 23–25   | 18–25   |         |         | 61–75   | Relatório |
| 2º x 7º |         |                         |         |                         |         |         |         |         |         |         |           |
| 26 mar  | 20:00   | Nantes Rezé MV          | 1–3     | Saint-Nazaire VBA       | 21–25   | 22–25   | 25–21   | 27–29   |         | 95–100  | Relatório |
| 3 abr   | 20:00   | Nantes Rezé MV          | 0–3     | Saint-Nazaire VBA       | 22–25   | 21–25   | 23–25   |         |         | 66–75   | Relatório |
| 6 abr   | 20:00   | Saint-Nazaire VBA       | 3–2     | Nantes Rezé MV          | 21–25   | 25–22   | 25–20   | 23–25   | 15–9    | 109–101 | Relatório |
| 3º x 6º |         |                         |         |                         |         |         |         |         |         |         |           |
| 26 mar  | 20:00   | Tourcoing LM            | 3–1     | Spacer's de Toulouse    | 26–24   | 25–22   | 20–25   | 25–16   |         | 96–87   | Relatório |
| 3 abr   | 19:00   | Tourcoing LM            | 3–1     | Spacer's de Toulouse    | 25–22   | 25–22   | 20–25   | 25–22   |         | 95–91   | Relatório |
| 6 abr   | 18:00   | Spacer's de Toulouse    | 3–0     | Tourcoing LM            | 26–24   | 25–20   | 25–18   |         |         | 76–62   | Relatório |
| 8 abr   | 19:00   | Spacer's de Toulouse    | 3–2     | Tourcoing LM            | 24–26   | 25–19   | 25–22   | 23–25   | 15–12   | 112–104 | Relatório |
| 11 abr  | 20:00   | Tourcoing LM            | 3–1     | Spacer's de Toulouse    | 25–18   | 25–23   | 23–25   | 25–14   |         | 98–80   | Relatório |
| 4º x 5º |         |                         |         |                         |         |         |         |         |         |         |           |
| 26 mar  | 20:00   | Tours Volley-Ball       | 3–2     | Montpellier HSC         | 27–29   | 25–20   | 25–21   | 20–25   | 15–10   | 112–105 | Relatório |
| 3 abr   | 20:00   | Tours Volley-Ball       | 3–1     | Montpellier HSC         | 25–22   | 25–21   | 23–25   | 25–23   |         | 98–91   | Relatório |
| 6 abr   | 20:00   | Montpellier HSC         | 2–3     | Tours Volley-Ball       | 26–24   | 14–25   | 25–23   | 15–25   | 14–16   | 94–113  | Relatório |

### Semifinais
| Data    | Hora    |                         | Placar  |                         | Set 1   | Set 2   | Set 3   | Set 4   | Set 5   | Total   | Relatório |
| 1º x 4º | 1º x 4º | 1º x 4º                 | 1º x 4º | 1º x 4º                 | 1º x 4º | 1º x 4º | 1º x 4º | 1º x 4º | 1º x 4º | 1º x 4º | 1º x 4º   |
| ------- | ------- | ----------------------- | ------- | ----------------------- | ------- | ------- | ------- | ------- | ------- | ------- | --------- |
| 14 abr  | 16:00   | Chaumont Volley-Ball 52 | 2–3     | Tours Volley-Ball       | 21–25   | 25–19   | 25–20   | 22–25   | 12–15   | 105–104 | Relatório |
| 17 abr  | 20:00   | Tours Volley-Ball       | 3–1     | Chaumont Volley-Ball 52 | 23–25   | 27–25   | 26–24   | 25–18   |         | 101–92  | Relatório |
| 3º x 7º |         |                         |         |                         |         |         |         |         |         |         |           |
| 14 abr  | 21:00   | Tourcoing LM            | 1–3     | Saint-Nazaire VBA       | 25–22   | 26–28   | 14–25   | 22–25   |         | 87–100  | Relatório |
| 17 abr  | 20:00   | Saint-Nazaire VBA       | 1–3     | Tourcoing LM            | 25–20   | 19–25   | 21–25   | 18–25   |         | 83–95   | Relatório |
| 20 abr  | 17:00   | Tourcoing LM            | 1–3     | Saint-Nazaire VBA       | 25–22   | 20–25   | 19–25   | 20–25   |         | 84–97   | Relatório |

### Final
| Data       | Hora       |                   | Placar |                   | Set 1 | Set 2 | Set 3 | Set 4 | Set 5 | Total   | Relatório |
| ---------- | ---------- | ----------------- | ------ | ----------------- | ----- | ----- | ----- | ----- | ----- | ------- | --------- |
| 24 abr     | 20:00      | Saint-Nazaire VBA | 3–1    | Tours Volley-Ball | 25–17 | 21–25 | 25–17 | 25–17 |       | 96–76   | Relatório |
| 28 abr     | 19:00      | Tours Volley-Ball | 3–1    | Saint-Nazaire VBA | 21–25 | 25–18 | 29–27 | 21–25 | 17–15 | 113–110 | Relatório |
| Golden set | Golden set | Tours Volley-Ball | 12–15  | Saint-Nazaire VBA |       |       |       |       |       |         |           |

## Classificação final
| Posição           | Equipe                       | Classificação                 |
| ----------------- | ---------------------------- | ----------------------------- |
| Medalha de ouro   | Saint-Nazaire VBA            | Liga dos Campeões de 2024–25  |
| Medalha de prata  | Tours Volley-Ball            | Liga dos Campeões de 2024–25  |
| Medalha de bronze | Nantes Rezé MV               | Copa CEV de 2024–25           |
| 4                 | Chaumont Volley-Ball 52      | Copa CEV de 2024–25           |
| 5                 | Tourcoing LM                 | Copa Challenge de 2024–25     |
| 6                 | Montpellier HSC              | Marmara SpikeLigue de 2024–25 |
| 7                 | Spacer's Toulouse Volley     | Marmara SpikeLigue de 2024–25 |
| 8                 | Paris Volley                 | Marmara SpikeLigue de 2024–25 |
| 9                 | Plessis Robinson Volley Ball | Marmara SpikeLigue de 2024–25 |
| 10                | Arago de Sète                | Marmara SpikeLigue de 2024–25 |
| 11                | Alterna Stade Poitevin       | Marmara SpikeLigue de 2024–25 |
| 12                | Nice Volley-Ball             | Marmara SpikeLigue de 2024–25 |
| 13                | Narbonne Volley              | Marmara SpikeLigue de 2024–25 |
| 14                | AS Illac Volley              | Ligue B de 2024–25            |

| Marmara SpikeLigue de 2023–24          |
| -------------------------------------- |
| Saint-Nazaire VBA Campeão (1.º título) |

| Elenco |
| --- |
| Jordan Ewert, Titouan Hallé, Nicolas Burel, Hélder Spencer, Kyle Ensing, Henri Léon, Liam Varier, Jordan Schnitzer, Lourenço Martins, Quinn Isaacson, Audric Taramini, Ludovic Duée, Hugo Mortier, Ivan Zeljković |
| Técnico |
| Roberley Leonaldo |